# 陳建
陳 建（ちん けん、? - 485年）は、北魏の軍人・政治家。本貫は代郡。

## 経歴
尚書の陳陽の子として生まれた。騎射を得意として、三郎に抜擢された。しばらくして下大夫・内行長に転じた。太武帝が山胡の白龍を討ったとき、敵の軍勢を軽視して毎日数十騎を率いるのみで山に登っては様子を見ていた。白龍は壮士を十数カ所に伏せ、不意をついて攻撃すると、太武帝は落馬して、混戦の最中に陥った。陳建は身を挺して太武帝を守り、十数カ所の傷を負った。
文成帝の初年、阜城侯の爵位を受け、冠軍将軍の位を加えられた。幽州刺史として出向し、仮の秦郡公となった。文成帝は陳建の幽州統治の苛酷さを責め、幽州に使者を派遣して杖打ち50回の罰を与えた。
孝文帝の初年、陳建は召還されて尚書右僕射となり、侍中の位を加えられ、趙郡公の爵位を受けた。元仙徳・穆亮・陸叡とともに南征の軍を起こすよう勧める上表をおこなった。479年（太和3年）9月、司徒・征西大将軍となり、魏郡王に爵位を進めた。孝文帝と文明太后はたびたび陳建の邸に行幸し、また陳建の妻のために宮廷で宴を催したこともあった。485年（太和9年）10月、陳建は死去した。
子の陳念が爵位を嗣ぎ、中山郡太守となったが、御史中尉の王顕の弾劾を受けて爵位を剥奪された。

## 伝記資料
- 『魏書』巻34 列伝第22
- 『北史』巻25 列伝第13